# Pfarrhaus (Landsberg am Lech)

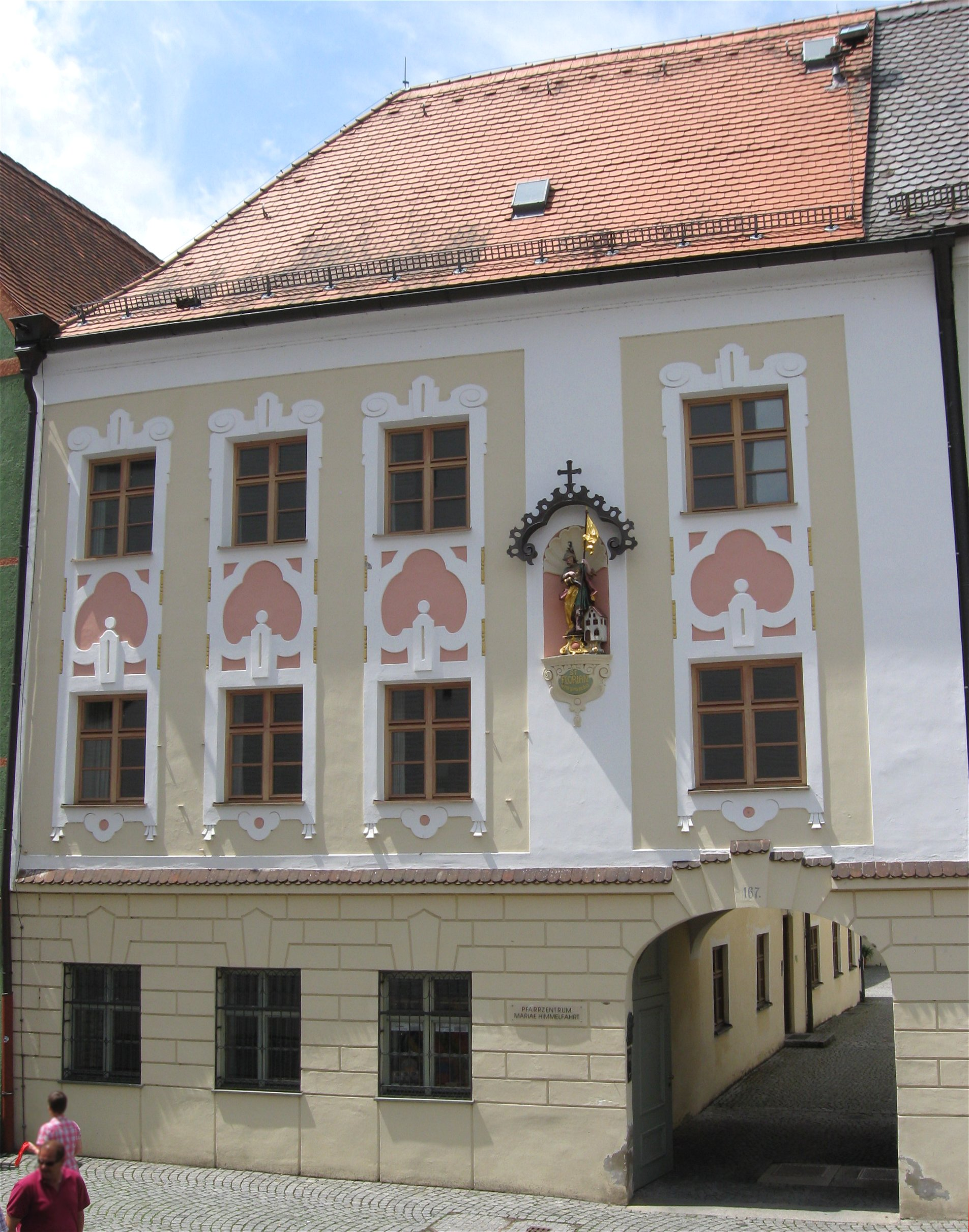
Pfarrhaus in Landsberg am Lech

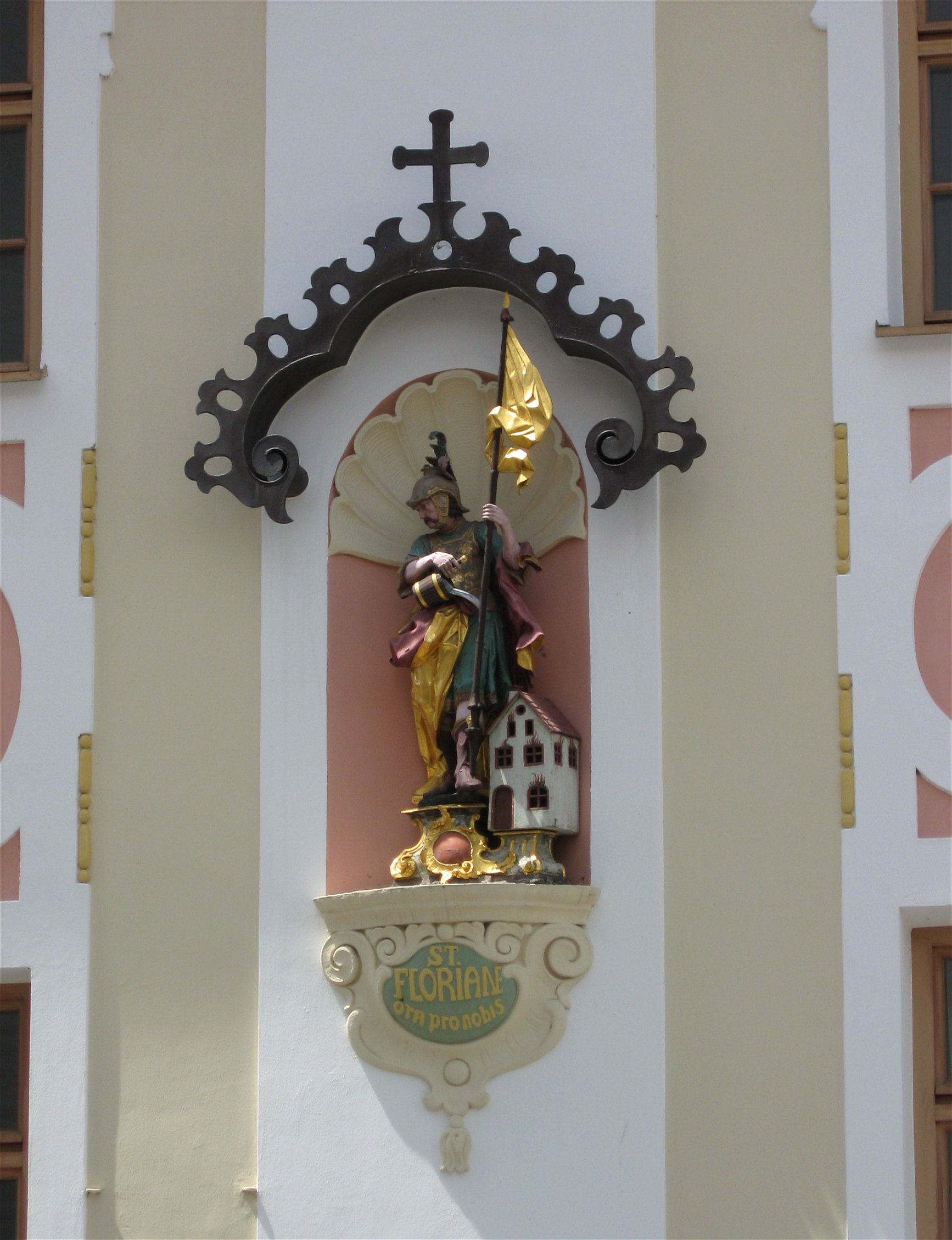
Holzfigur des heiligen Florian

Das Pfarrhaus in Landsberg am Lech, der Kreisstadt des oberbayerischen Landkreises Landsberg am Lech, wurde im Kern um 1380 an der Stelle eines hölzernen Vorgängerbaus errichtet. Das Pfarrhaus an der Ludwigstraße 167 ist ein geschütztes Baudenkmal.

## Geschichte
Der dreigeschossige, einseitig abgewalmte Traufseitbau mit dreigeschossiger Abseite mit Arkaden über zwei mittelalterlichen Anwesen mit Abseite wurde 1694/95 grundlegend umgebaut. Die neubarocke Fassadengestaltung erfolgte Anfang des 20. Jahrhunderts. 
In den Jahren 1986/87 wurde das Gebäude nach Plänen des Schondorfer Architekten Peter Gradl zu einem Pfarrzentrum umgebaut, wobei ein Neubau an der Südseite des Hofes angebaut wurde.  
In der Nische an der Fassade steht eine Holzfigur des heiligen Florian, die um 1750 geschaffen wurde. Die Farbfassung stammt aus dem Jahr 1986.